# Huimilpan
Huimilpan la cabecera del municipio homónimo, está localizada al sur del estado de Querétaro y muy cerca del municipio de Pedro Escobedo.
A pesar de ser la cabecera municipal Huimilpan no es la localidad con más habitantes del municipio, siendo que no entra en las primeras tres. 